# Palazzo dei Giureconsulti
Il Palazzo dei Giureconsulti è uno storico palazzo cinquecentesco di stile manierista, che si trova a Milano in piazza Mercanti, all'angolo con piazza del Duomo.

## Storia

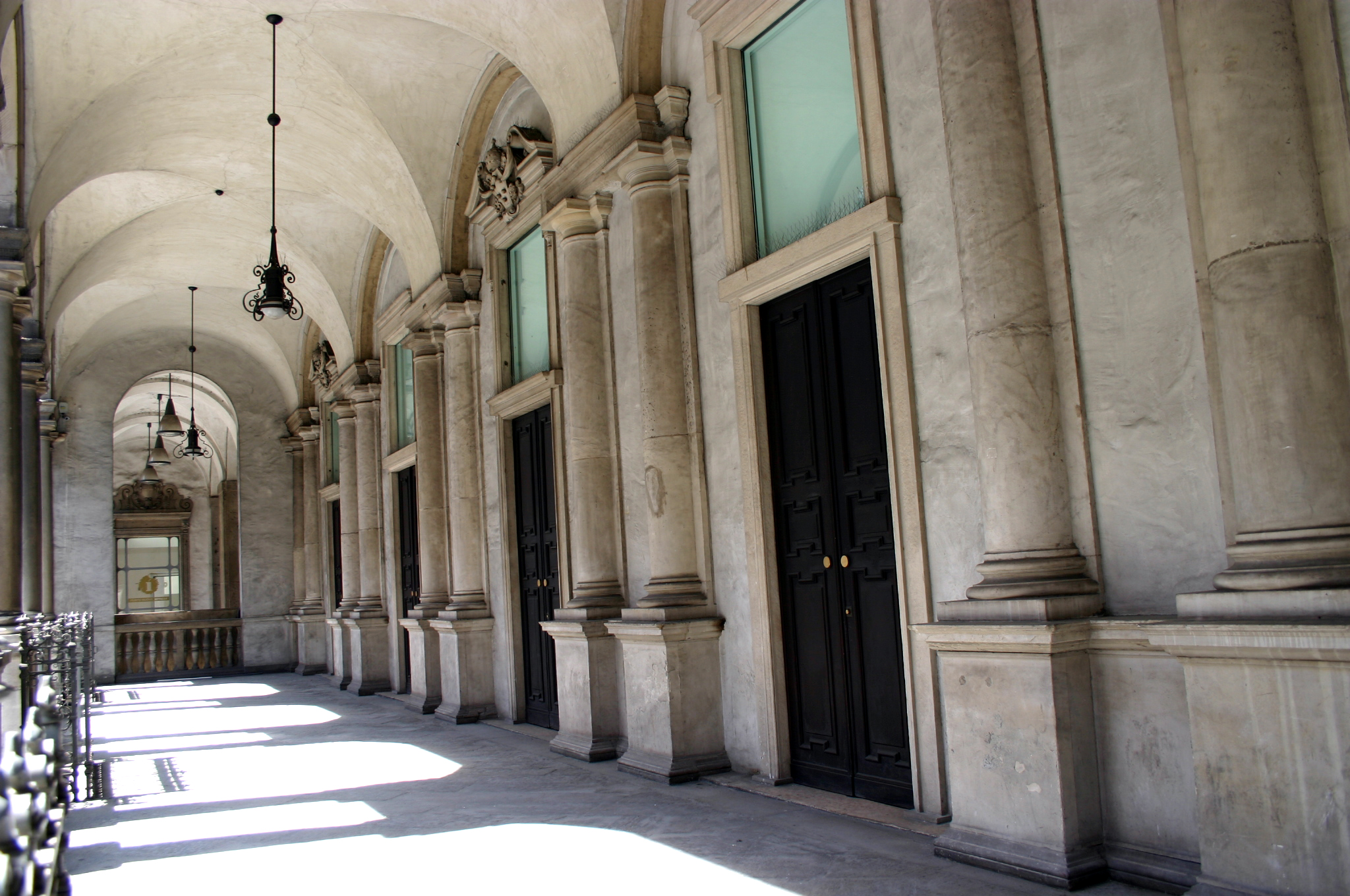
Il portico del Palazzo dei Giureconsulti

La costruzione di Palazzo dei Giureconsulti fu voluta e finanziata dal nobile milanese Giovanni Angelo Medici, salito al soglio pontificio con il nome di papa Pio IV, per accogliere il "Collegio dei Nobili Dottori", ossia tutte quelle persone che si occupavano della gestione della città. La costruzione viene avviata nel 1562, su progetto di Vincenzo Seregni, sul medesimo luogo su cui fin dalla formazione della piazza dei Mercanti (sec. XIII) sorgeva il palazzo dei notai, inglobando la torre di Napo Torriani, divenuta torre civica; la sua campana (in seguito sostituita dall'attuale orologio) era detta "Zavataria" in onore del podestà Zavatario della Strada che ne aveva fatto dono alla città. La campana annunciava il coprifuoco, il divampare di incendi, e l'esecuzione dei condannati.
Il nuovo edificio delimitava interamente uno dei quattro lati di piazza dei Mercanti, al cui centro ancor oggi si trova il Palazzo della Ragione.
L'ampio fronte manieristico, sormontato dalla torre con l'orologio, è scandito dall'armonia delle doppie colonne del maestoso porticato ad archi alla serliana, cui si accede con pochi gradini che salgono dal livello della strada.
Il ritmo della facciata è esaltato dalla corrispondenza tra gli archi del porticato al pianterreno e le finestre rettangolari del livello superiore, decorate con grazia ed eleganza.

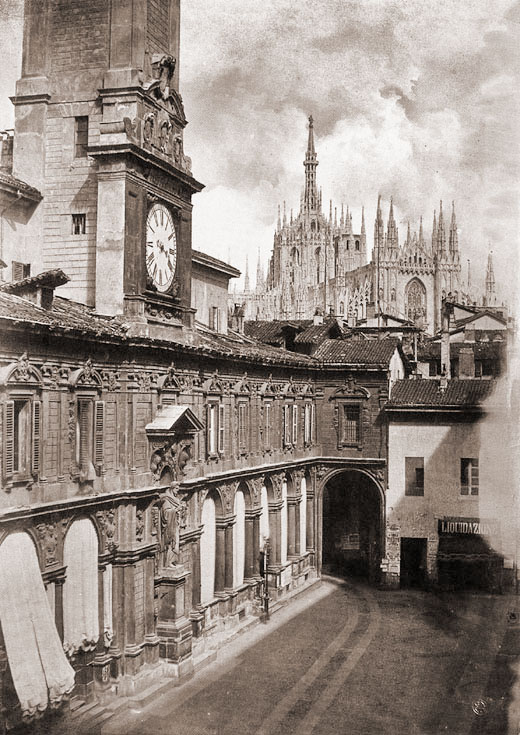
Palazzo dei Giureconsulti nel 1860, con ancora il caratteristico passaggio coperto per il duomo, che si vede al centro dell'immagine e che era chiamato porta della Pescheria Vecchia, in seguito demolito

In epoca rinascimentale il palazzo aveva ospitato il Collegio dei Nobili Dottori, istituto che formava le figure amministrative dello Stato (senatori, giudici, capitani di giustizia). Il piano superiore era occupato dai dodici membri del Tribunale di Provvisione, vertice dell’amministrazione della città. Nella prima metà del Seicento essi commissionarono ai principali artisti presenti in città la decorazione della loro cappella all'interno del palazzo, oggi completamente scomparsa. Il ciclo di tele, capolavoro del barocco milanese, è oggi ospitato nella Pinacoteca del Castello Sforzesco. 
A partire dall'Ottocento, è stato sede della Borsa Valori, del Telegrafo, della Banca Popolare di Milano e infine della Camera di commercio, che nel 1911 acquistò l'intero edificio e da allora ne è proprietaria.

## I danni del 1945
I bombardamenti del 1945 colpirono pesantemente il palazzo, che subito dopo fu oggetto di un primo grande restauro.
Un secondo intervento fu avviato dalla Camera di Commercio nel 1983, con un'importante azione di recupero di tipo sia funzionale sia monumentale, finalizzata a riportare l'edificio alla sua originaria magnificenza civile. L'intervento venne affidato agli architetti Gianni Mezzanotte, che seguì l'opera di restauro, e Roberto Menghi, che si è invece occupato degli allestimenti interni. Al termine dei lavori, nel 1991, il Palazzo prese il nome di Palazzo Affari ai Giureconsulti.
Dopo la ristrutturazione la superficie complessiva del palazzo è di 4000 m2 su quattro piani. Al livello interrato è stata allestita una sala esposizioni di 280 m2, al piano terra la "Sala Colonne" che può accogliere fino a 100 persone.
Al primo piano esistono altre sale di dimensioni minori, dedicate ad incontri di lavoro, meeting e tavole rotonde.